# Krameramtsstuben

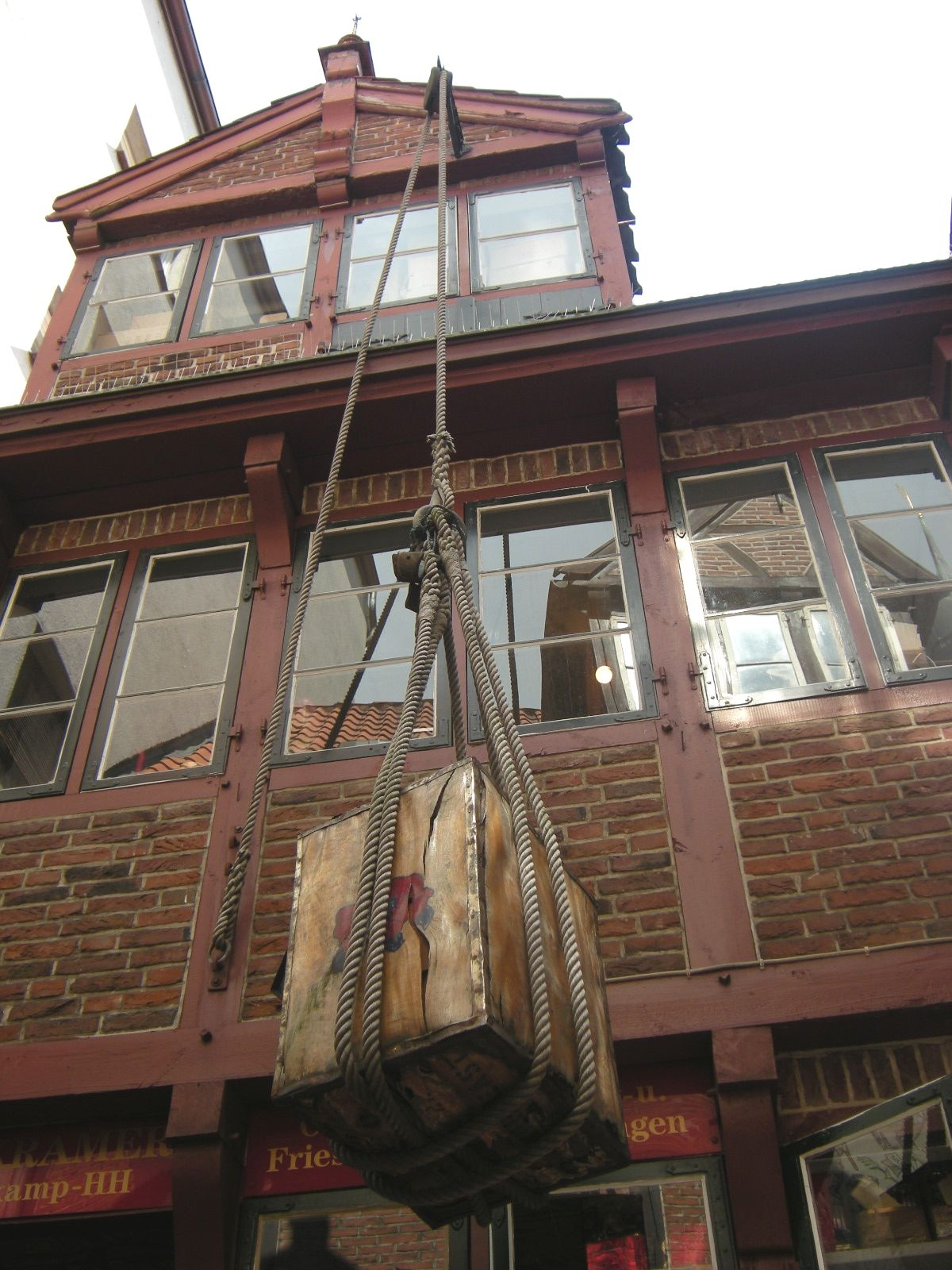
Ingresso delle Krameramtsstuben

Le Krameramtsstuben o Krameramtswohnungen (letteralmente: "appartamenti dell'ufficio/associazione dei mercanti") costituiscono l'unico esempio di cortile con storici edifici a travatura in legno tuttora conservato nel centro di Amburgo, in Germania. Si tratta di 5 edifici costruiti tra il 1620 e il 1676 dall'associazione dei mercanti per ospitare le vedove dei commercianti.

## Storia
La costruzione di questi appartamenti fu decisa dall'associazione dei mercanti, per dare una mano alle mogli dei negozianti di spezie, seta, ferramenta, ecc. che erano rimaste vedove., Queste ultime infatti, alla morte dei mariti, da sole non erano solitamente più in grado di portare avanti la propria attività ed erano pure costrette a lasciare la propria casa che era annessa al negozio.

## Descrizione

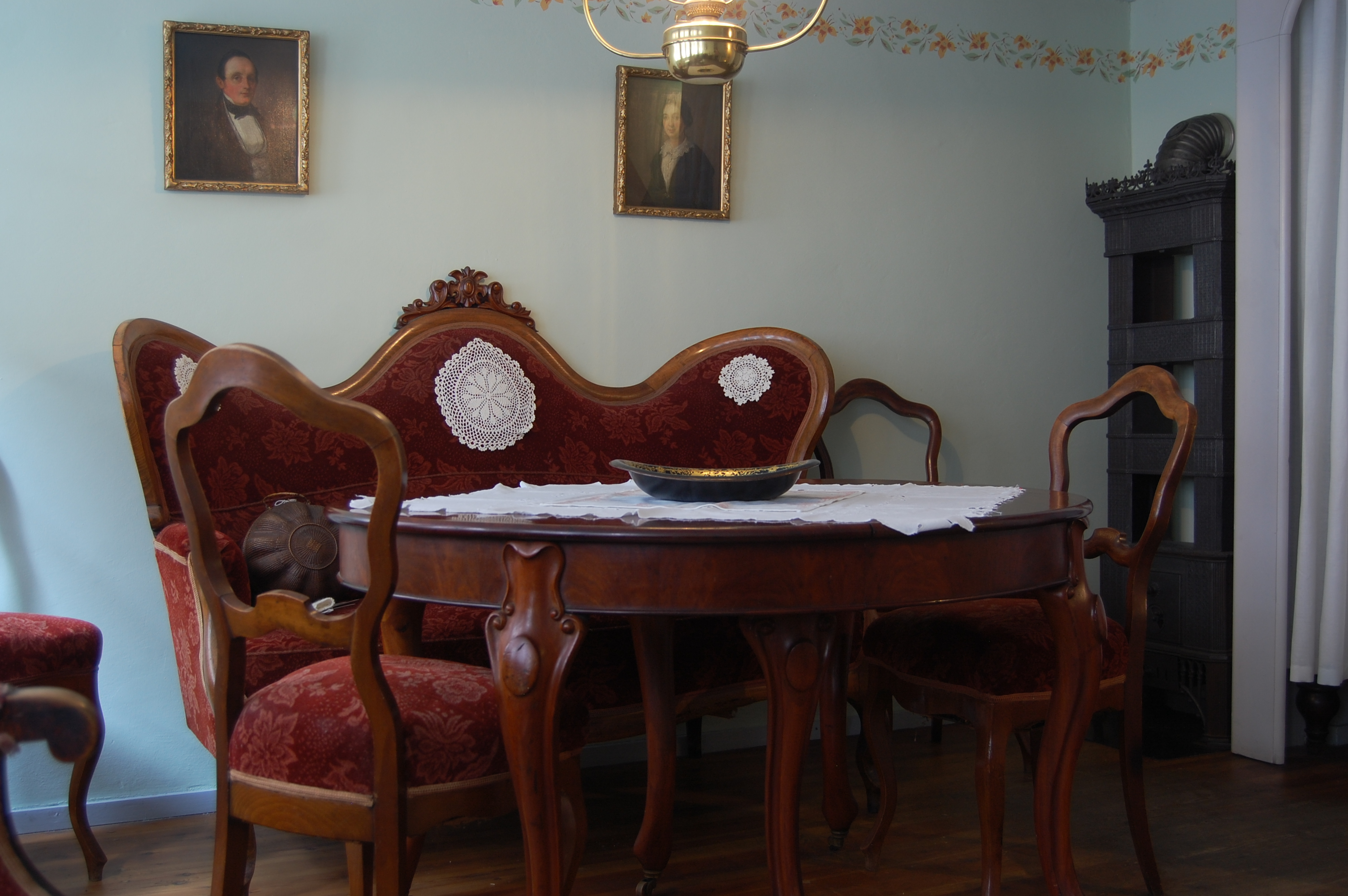
Il Museum Krameramtsstuben

Le Krameramtswohnungen si trovano nel quartiere di Neustadt e, più precisamente, al nr. 10 della Krayenkamp, di fronte alla chiesa di San Michele.
Gli edifici sono uniti l'uno all'altro da cortili. Gli interni delle abitazioni non superano solitamente i 3 metri di larghezza.
Ora le Krameramtswohnungen ospitano negozi di souvenir, un ristorante, una libreria, ecc.
Vi trova posto anche un museo, il Museum Krameramtsstuben, dove si può visitare l'appartamente della vedova di un commerciante arredato con mobili della metà del XIX secolo.

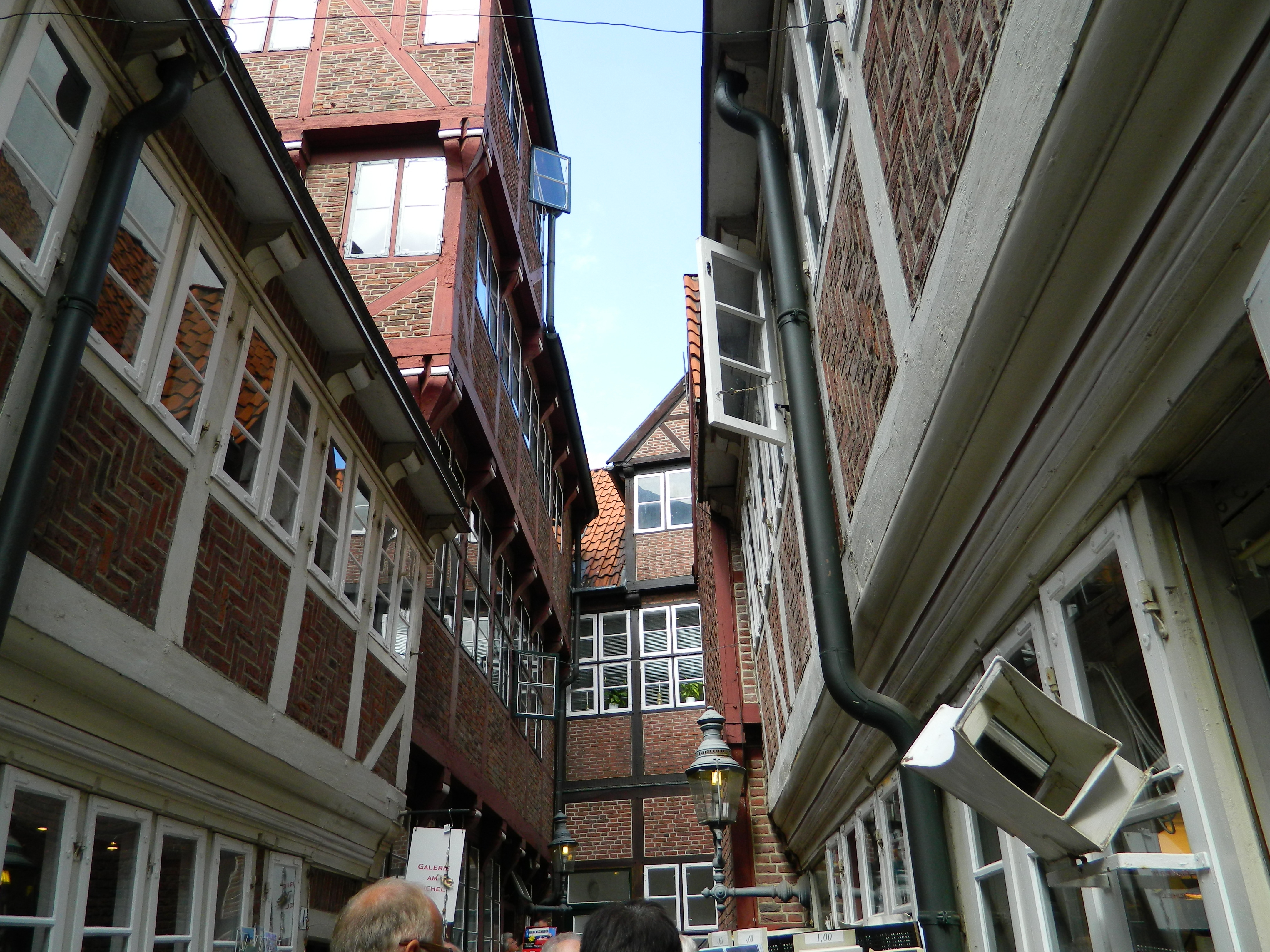
Le Krameramtsstuben
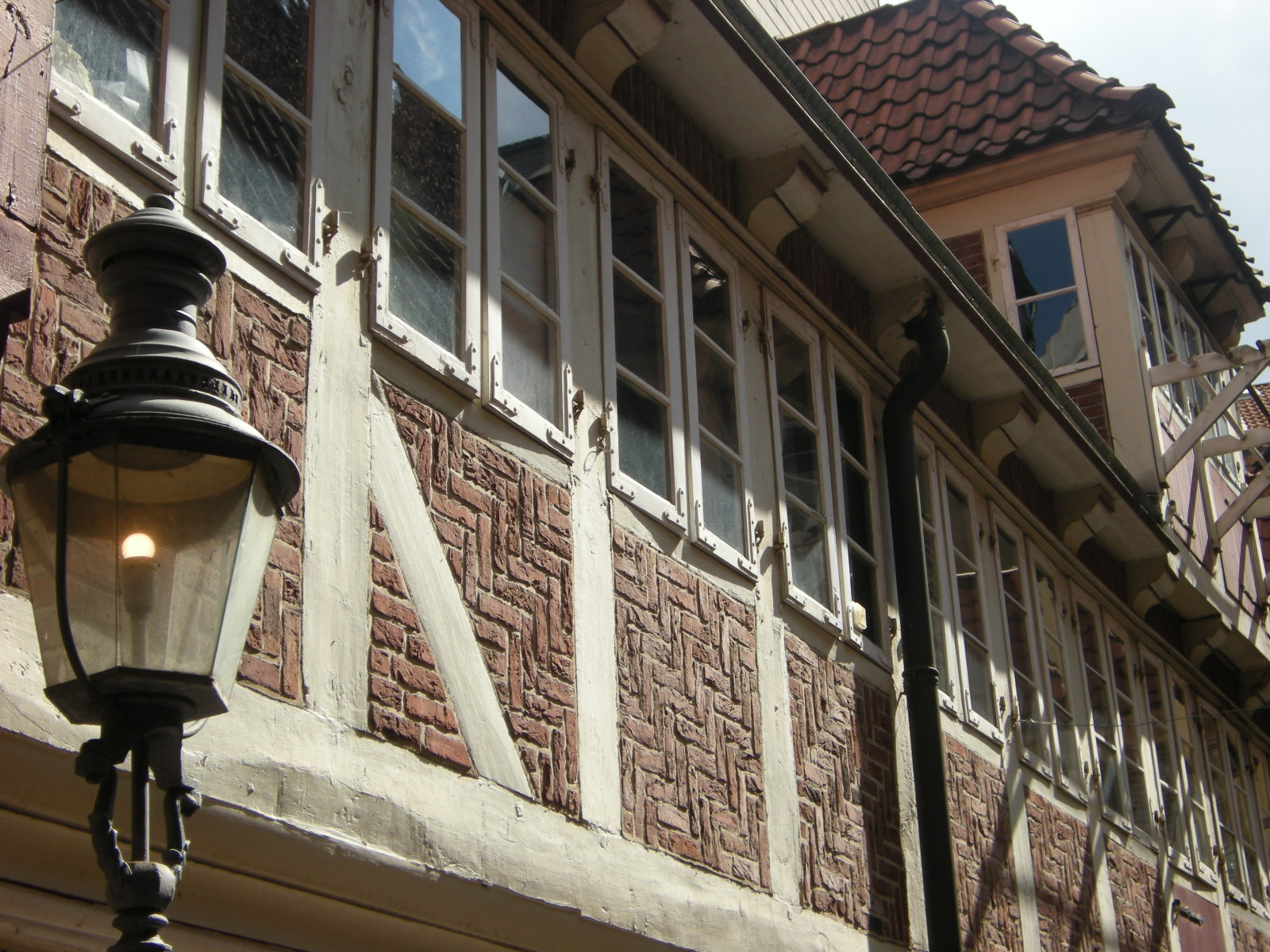
Particolare delle Krameramtsstuben